# Gare de Domfront (Sarthe)
Gare de Domfront vasútállomás Franciaországban, Domfront-en-Champagne településen.

## Vasútvonalak
Az állomást az alábbi vasútvonalak érintik:
- Párizs–Brest-vasútvonal

## Kapcsolódó állomások
A vasútállomáshoz az alábbi állomások vannak a legközelebb:
- Gare de Conlie (Gare de Brest, Párizs–Brest-vasútvonal)
- Le Mans Hôpital-Université (Paris Gare Montparnasse, Párizs–Brest-vasútvonal)